# 阿古爾河
阿古爾河是俄羅斯的河流，屬於坎河的右支流，位於伊爾庫茨克州和克拉斯諾亞爾斯克邊疆區，河道全長347公里，流域面積約11,600平方公里。